# Gouvernement en ligne aux États-Unis
 (novembre 2018).
Le gouvernement en ligne aux États-Unis (e-governement en anglais) désigne les services fournis par le gouvernement américain sur Internet. Depuis plus de vingt ans, ce gouvernement a défini une gouvernance, qui a évolué peu à peu au fil des ans, afin de s'adapter à l'évolution des techniques.
Le souci de simplifier la vie des usagers s'est traduit dès le début des années 1990 par l'obligation faite aux administrations et aux agences de présenter un visage unique aux citoyens et aux entreprises : Single face to the industry.

## Une organisation pilotée au plus haut niveau de responsabilités
- Un e-Government Office dépendant de l'Office of Management and Budget, lui-même rattaché à la Présidence[1]
- Un suivi analytique des dépenses par ministère et par agence[2]
- Une architecture technique ou Federal Enterprise Architecture à laquelle se réfèrent toutes les administrations[3]

## Un cadre législatif précis et un contrôle du Congrès (Budgets, Efficacité)
Cinq lois donnent un corpus de règles que les Directeurs des Systèmes d'information doivent respecter :
- Loi relative à la mesure des performances[4]
- Loi relative aux achats de technologies de l'information[4]
- Loi relative à la réforme de la gestion des technologies de l'information dans les administrations dite loi Cohen-Clinger[4]
- Loi relative à la réduction de la paperasse ou Government Paperwork reduction act of 1998[4]
- Loi sur le e-Gouvernement que le e-Government Office applique depuis 2002[4].

Le Congrès suit attentivement l'application de ces textes au moyen de nombreux rapports publiés chaque année à partir des informations collectées auprès des ministères et des agences. On signalera notamment le Rapport au Congrès sur les progrès du e-Gouvernement.

## Une collaboration méthodique des directeurs des systèmes d'information
Dans chaque ministère et agence, la politique d'utilisation des technologies de l'information est placée sous l'autorité d'un Chief Information Officer CIO (Directeur des systèmes d'information) qui est un haut fonctionnaire ayant, comme tous ses collaborateurs, une compétence avérée définie par une grille de compétences tirée de la Loi Cohen-Clinger.
Cadrée par les cinq lois mentionnées ci-dessus, l'action des CIO est concertée au moyen du CIO Council
Enfin, on notera que les CIO sont fermement invités à utiliser les standards publiquement disponibles élaborés et publiés par les organismes de normalisation publics (ISO, CEI, UNCEFACT, ITU) et privés pourvu qu'ils soient gouvernés démocratiquement (IETF, W3C, OASIS, etc.).
Les CIO peuvent à ce sujet s'appuyer sur un organisme qui n'a pas d'équivalent dans les autres pays : le NIST National Institute of Science and Technologies et plus précisément son laboratoire dédié aux technologies de l'information

## Des résultats convaincants
Les conséquences de cette politique peuvent être illustrées par les remarquables résultats obtenus par le US Department of Justice, lequel a standardisé 18 000 données et catalogué 60 téléprocédures. Les déploiements sont en cours depuis plusieurs années et touchent tous les États de l'Union. On consultera utilement le site décrivant le système d'échanges électroniques de données e-Justice.
La standardisation des échanges électroniques et du système d'information sur l'environnement est également très avancée.
D'ici quelques semaines, le président Obama fera connaître ses orientations relatives aux aspects suivants :
- E-Government Initiatives ;
- Information Technology Policy.

On serait incomplet si on ne mentionnait pas les deux sites récemment créés à l'initiative du président Obama :
- l'un pour informer sur la sortie de crise[10]
- l'autre pour assurer la transparence nécessaire du fonctionnement du gouvernement[11]